# Slittino ai I Giochi olimpici giovanili invernali
Lo slittino è una delle quindici discipline che sono andate in scena ai I Giochi olimpici giovanili invernali di Innsbruck in Austria che si tennero sul tracciato di Igls dal 15 al 17 gennaio 2012. Sono state disputate quattro gare: singolo ragazze e ragazzi, doppio e staffetta mista.

## Calendario
| Ragazze   |                        | 1ª e 2ª manche Singolo |           | 1 |
| Ragazzi   | 1ª e 2ª manche Singolo |                        |           | 1 |
| Ambosessi |                        | 1ª e 2ª manche Doppio  |           | 1 |
| Misti     |                        |                        | Staffetta | 1 |
| Totale    | 1                      | 2                      | 1         | 4 |

## Podi

### Ragazze
| Evento                       | Oro                       | Tempo    | Argento                | Tempo    | Bronzo              | Tempo    |
| Singolo femminile (dettagli) | Miriam Kastlunger Austria | 1'20"197 | Saskia Langer Germania | 1'20"414 | Ulla Zirne Lettonia | 1'20"479 |

### Ragazzi
| Evento                      | Oro                      | Tempo    | Argento                        | Tempo    | Bronzo              | Tempo    |
| Singolo maschile (dettagli) | Christian Paffe Germania | 1'19"603 | Riks Kristens Rozitis Lettonia | 1'19"806 | Toni Gräfe Germania | 1'19"920 |

### Ambosessi
| Evento            | Oro                                      | Tempo    | Argento                          | Tempo    | Bronzo                              | Tempo    |
| Doppio (dettagli) | Florian Gruber Simon Kainzwaldner Italia | 1'25"194 | Tim Brendl Florian Funk Germania | 1'25"358 | Ty Andersen Pat Edmunds Stati Uniti | 1'25"766 |

### Misti
| Evento                     | Oro                                                             | Tempo    | Argento                                                        | Tempo    | Bronzo                                                              | Tempo    |
| Staffetta mista (dettagli) | Summer Britcher Tucker West Ty Andersen Pat Edmunds Stati Uniti | 2'18"310 | Saskia Langer Christian Paffe Tim Brendl Florian Funk Germania | 2'18"708 | Miriam Kastlunger Armin Frauscher Thomas Steu Lorenz Koller Austria | 2'18"863 |

## Medagliere
| Posizione | Paese       |   |   |   | Totale |
| --------- | ----------- | - | - | - | ------ |
| 1         | Germania    | 1 | 3 | 1 | 5      |
| 2         | Austria     | 1 | 0 | 1 | 2      |
| 2         | Stati Uniti | 1 | 0 | 1 | 2      |
| 4         | Italia      | 1 | 0 | 0 | 1      |
| 5         | Lettonia    | 0 | 1 | 1 | 2      |
| Totale    | Totale      | 4 | 4 | 4 | 12     |

## Sistema di qualificazione
Sono stati ammessi a partecipare gli atleti nati negli anni 1994 e 1995 e che alla data dell'11 dicembre 2011 avessero gareggiato in almeno tre prove della Coppa del Mondo juniores o giovani di slittino nelle stagioni 2010-11 o 2011-12 conquistando un totale di almeno dieci punti e che inoltre avessero preso parte ad almeno una gara della Coppa del Mondo juniores nella stagione 2011-12.
Le Federazioni nazionali che hanno ottenuto la qualificazione dei loro atleti nelle specialità del singolo ragazze e ragazzi e del doppio sono state ammesse a gareggiare anche nella gara della staffetta mista. È inoltre stata ammessa la partecipazione di squadre composte da non più di due federazioni che non si fossero già qualificate singolarmente per la staffetta.

## Qualificati
Sono risultati ammessi a partecipare ai Giochi ventuno federazioni nazionali in rappresentanza di quattro continenti.
| Federazioni nazionali | Singolo ragazzi | Singolo ragazze | Doppio | Staffetta mista | Totale |
| --------------------- | --------------- | --------------- | ------ | --------------- | ------ |
| Australia             | 1               |                 |        |                 | 1      |
| Austria               | 2               | 2               | 1      | X               | 6      |
| Bosnia ed Erzegovina  | 1               |                 |        |                 | 1      |
| Bulgaria              | 1               |                 |        |                 | 1      |
| Canada                | 2               | 1               |        |                 | 3      |
| Croazia               |                 | 2               |        |                 | 2      |
| Germania              | 2               | 1               | 1      | X               | 5      |
| Italia                | 1               | 2               | 1      | X               | 6      |
| Kazakistan            | 1               | 1               | 1      | X               | 4      |
| Lettonia              | 2               | 1               | 1      | X               | 5      |
| Norvegia              |                 | 2               |        |                 | 2      |
| Nuova Zelanda         | 1               |                 |        |                 | 1      |
| Polonia               | 1               | 1               | 1      | X               | 4      |
| Rep. Ceca             |                 | 1               |        |                 | 1      |
| Romania               | 1               | 2               | 1      | X               | 5      |
| Russia                | 2               | 2               | 1      | X               | 6      |
| Slovacchia            | 1               | 2               | 1      | X               | 5      |
| Stati Uniti           | 2               | 2               | 1      | X               | 6      |
| Svizzera              | 1               |                 |        |                 | 1      |
| Taipei cinese         | 1               |                 |        |                 | 1      |
| Ucraina               | 2               | 2               | 1      | X               | 6      |
| Totale atleti         | 25              | 24              | 22     | 40              | 70     |
| Totale Federazioni    | 18              | 15              | 11     | 11              | 21     |